# Михайличенко Ірина Гаврилівна
Ірина Гаврилівна Михайличе́нко (нар. 6 грудня 1921, Баку — пом. 19 лютого 1977, Одеса) — українська радянська артистка балету і педагог; заслужена артистка УРСР з 1953 року та народна артистка УРСР з 1964 року.

## Біографія
Народилася 6 грудня 1921 року в місті Баку (нині Азербайджан). З 1930 року навчалася в Бакинському хореографічному училищі, яке з відзнаю закінчила у 1939 році.
Після закінчення навчання дебютувала у Театрі опери та балету імені Абая в Алма-Аті в партії Цар-Дівиці в балеті «Коник-Горбунок». У лютому 1940 року була направлена до Ленінграда для вдосконалення майстерності. Там вона почала працювати в «Ансамблі класичного балету». У 1941–1950 — солістка і педагог-репетирор Азербайджанського театру опери та балету імені Мірзи Фаталі Ахундова в Баку. Одночасно виступала у складі артистичних концертних бригад перед воїнами, що прямували на фронт німецько-радянськоъ війни, перед пораненими у шпиталях, танцювала у театрі провідні партії.
1950 року, перебуваючи на відпочинку в Криму, познайомилася з директором Одеського театру опери та балету К. Ф. Алексєєвим, який запросив її на пробу. Не повертаючись до Баку, вона приїхала до Одеси, де до 1964 року була солісткою, а з 1965 року — педагогом-репетитором Театру опери та балету. З 1954 по 1966 рік жила в Одесі в будинку О. П. Русова на вулиці Софіївській, № 13.
Протягом 1967–1977 років працювала педагогогом-репетитором Великого театру та викладачем класичного танцю хореографічного училища у Варшаві. Померла в Одесі 19 лютого 1977 року.

## Партії
- Одетта-Одилія, Аврора, Маша («Лебедине озеро», «Спляча красуня», «Лускунчик» Петра Чайковського);
- Жізель («Жізель» Адольфа Адама);
- Мавка («Лісова пісня» Михайла Скорульського);
- Лілея («Лілея» Костянтина Данькевича);
- Кітрі («Дон Кіхот» Людвіга Мінкуса);
- Марія, Зарема («Бахчисарайський фонтан» Бориса Асаф'єва);
- Лауренсія («Лауренсія» Олександра Крейна);
- Фанні («Великий вальс» на музику Йоганна Штраусса);
- Есмеральда та Діана («Есмеральда» Цезаря Пуні);
- Раймонда («Раймонда» Олександра Глазунова);
- Тао Хоа, Параша («Червоний мак», «Мідний вершник» Рейгольда Глієра);
- Егіна та Фрігія («Спартак» Арама Хачатуряна);
- Дездемона («Отелло» Олексія Мачаваріані).